# Jules Quesnay de Beaurepaire
Pour les articles homonymes, voir Quesnay et Beaurepaire.
Jules Quesnay de Beaurepaire, né le 3 juillet 1834 à Saumur et mort le 25 juillet 1923 à Vitrai-sous-Laigle, est un magistrat et écrivain français.
En tant que procureur près la Cour d'appel de Paris, il a dressé l'acte d'accusation contre le général Boulanger. Il a donné sa démission quand l'affaire Dreyfus parvint devant la chambre criminelle de la Cour de cassation (1899) et fit campagne contre les dreyfusards.
Il est connu comme écrivain sous le nom de plume « Jules de Glouvet », « Jules Glouvet », ainsi que « Lucie Herpin ». Le guide Paris-Parisien, qui le considère en 1899 comme une « notoriété de la vie parisienne », note qu'il s'est « fait journaliste dans un accès de mauvaise humeur ».

## Biographie

### Jeunesse et début de carrière dans la magistrature
D’une famille de magistrats, Jules Quesnay de Beaurepaire, son diplôme obtenu à la faculté de droit, s'inscrit au Barreau de Saumur en qualité d'avocat en 1857. Il est en 1862 substitut du procureur au tribunal civil de La Flèche puis au Mans en 1865. Il devient procureur impérial de Mamers en 1867. En plus de sa carrière de magistrat, il est correspondant des journaux La Vie parisienne et La Revue de Paris.

### Première démission de la magistrature et carrière politique
Lors de la guerre de 1870 il s'engage au 1er régiment d'éclaireurs de la Seine et est nommé capitaine. Le 16 mars 1871, il réintègre la magistrature mais ne tarde pas à démissionner, considérant que ses mérites durant les hostilités n'avaient pas été suffisamment récompensés.
Le 25 juillet 1871, il démissionne de la magistrature.
Il devient alors avocat à Mortagne-au-Perche, puis est élu conseiller général du département de la Sarthe.
Reprenant son activité journalistique il est rédacteur en chef du journal L'Avenir.
En 1877, il est candidat à la députation dans l'arrondissement de Mamers sous l'étiquette républicaine mais il est largement battu.

### Deuxième carrière dans la magistrature: haut magistrat
Activant son réseau relationnel, bénéficiant de solides recommandations, et tirant parti de la victoire des républicains à la suite du coup d'éclat du 17 mai 1877, il est réintégré dans la magistrature. Il est affecté comme substitut au tribunal de la Seine le 22 mars 1879.
À cette même époque il entame une carrière littéraire sous les pseudonymes de « Jules de Glouvet » et de « Julie Herpin ». Il collabore à La Revue politique et littéraire, La Nouvelle revue, La Chasse illustrée, etc.
Ses sympathies républicaines étant connues, il est nommé en 1881 procureur général près la Cour d'appel de Rennes, puis deux ans plus tard, en 1883, avocat général à Paris.
Il est nommé en avril 1889 procureur général de la cour d'appel de Paris, poste éminemment sensible où ne sont nommés traditionnellement que des « amis » du pouvoir politique en place.
Durant ses activités au Parquet général de la cour d'appel de Paris (1883-1892), il traite ainsi l'affaire Louise Michel ; il remplace le procureur général Bouchez, démissionnaire pour ne pas avoir voulu dresser l'acte d'accusation du général Boulanger, Rochefort et Dillon (à cette occasion Jules Quesnay de Beaurepaire devient la cible des boulangistes). En 1892 il prend en main l'affaire Ravachol puis celle du scandale de Panama.
Dans cette dernière affaire, il avait fait ouvrir en 1889 une information judiciaire pour déterminer qui avait pu être à l'origine des déboires de la société du canal de Panama. Cette instruction se terminait, lorsqu'une accusation de corruption s'y ajouta, visant de nombreux parlementaires. La Chambre des députés ordonne alors une enquête sur les agissements de certains de ses membres, et la commission qu'elle avait nommée pour y procéder demanda à la Chancellerie la communication des dossiers de l'instruction en cours. Quesnay de Beaurepaire, en sa qualité de procureur général, invoquant le principe du secret de l'instruction et celui de la séparation des pouvoirs, s'y refuse et offre sa démission. Le Garde de sceaux, qui est alors Léon Bourgeois, hésite à l'accepter, lorsqu'une vacance imprévue d'une place de Président de chambre à la Cour de cassation permet de donner une compensation à Quesnay de Beaurepaire tout en l'évinçant de son poste de procureur général afin de le remplacer par quelqu'un de plus « souple ».

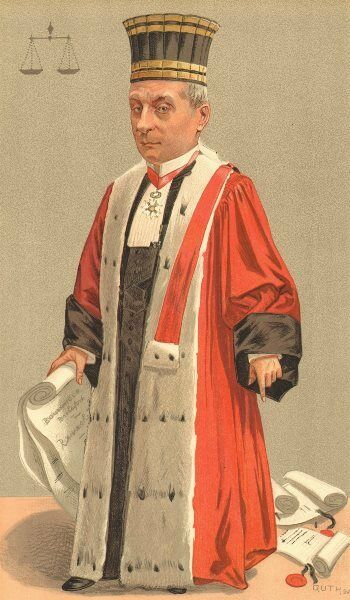

Le 9 décembre 1892, il est donc nommé en qualité de président de la chambre civile de la Cour de cassation.
Le 30 mai 1898, il est violemment pris à partie dans un discours par le rapporteur de la commission, René Viviani. Il en appelle d'abord à un jury d'honneur comprenant les sommités de la magistrature et du barreau, qui lui rend justice. Il obtient aussi, non sans difficultés, que la Cour de cassation soit constituée en Conseil supérieur de la magistrature. Le 27 août 1897, un arrêt des Chambres réunies le lave de toute faute.
À ce moment-là commence l'affaire Dreyfus.
Il donne sa démission le 8 janvier 1899 après avoir abreuvé la presse nationaliste d'articles insultants envers ses collègues : Louis Loew, Alphonse Baud et Marius Dumas chargés de la révision du procès Dreyfus.

### Seconde démission et fin de vie
Il adhère à la Ligue de la patrie française et écrit dans les colonnes de L'Écho de Paris. Il se proclame comme le seul adversaire compétent des révisionnistes et entame une série de conférences à travers la France. Il constitue un comité contre Dreyfus avec des « preuves » obtenues auprès de témoins plus ou moins douteux. La cour de Rennes refusera de l'entendre. Son exaltation et l'aveuglement pour la cause dans laquelle il s'implique le font la cible d'escrocs qui le ruinent.
Sujet à des prémices d'aliénation mentale, il est victime de nombreuses mystifications. Il est même rejeté par ses amis anti-dreyfusards les plus véhéments.
Vers 1908, il publie chez Albin-Michel un roman évoquant un coup d'État instituant une dictature chargé d'établir un ordre nouveau violemment antisémite et antimaçonnique.
Dans un article paru dans la Revue de la Société des Lettres, Sciences et Arts du Saumurois de 1953, Pierre Sénécal, indique qu'il dut se résoudre à vendre sa propriété de Beaulieu et se retirer à Vitray-sous-l'Aigle où la municipalité lui loua pour 300 francs par mois une partie de l'ancien presbytère de la commune.
Le dictionnaire de Maitron indique qu’il meurt dans le dénuement le plus total, précisant même qu'il aurait été condamné quelque temps auparavant pour mendicité. En fait, à son décès, Jules Quesnay de Beaurepaire laissa un actif de plus de 125 000 francs (valeur 1923) qui revint à son épouse Georgette née Rubillard, sa légataire universelle et seule héritière, le couple n'ayant pas eu d'enfant.[réf. nécessaire]

## Œuvres
Sous le pseudonyme de Jules de Glouvet
- 1880 : Le Forestier
- 1881 : Le Marinier
- 1882 : Le Berger
- 1883 : L’Idéal
- 1883 : La famille Bourgeois .
- 1884 : Croquis de femmes (Deux Procès de femmes au XVIIe siècle)
- 1885 : L'étude Chandoux
- 1886 : Le Père
- 1887 : La fille adoptive
- 1888 : Dans l'Argonne sur Gallica
- 1889 : Marie Fougère
- 1895 : France, 1418-'29
- Histoires du Vieux Temps, Paris, Calmann Lévy, 1889. Cinq récits extraits des Mémoires d'un Chevalier angevin, compagnon du roi René de Sicile :
  - I. Histoire véritable de Hardouin de Gorges
  - II. La Vengeance du Sénéchal
  - III. Le Diable et l'Amour sont cousins (Maître Renard, Messire le Loup, etc.)
  - IV. Le Chevalier Estrange (Guerre de Cent Ans)
  - V. Menus contes de jeunesse